# János Kajdi
János Kajdi (* 30. Dezember 1939 in Szombathely; † 10. April 1992 in Budapest) war ein ungarischer Boxer. 

## Boxkarriere
János Kajdi begann 1950 bei Szombathely Dozsa mit dem Boxen, wechselte 1955 zu Komárom Mélypítók, 1958 zu Sztálinvárosi Varas und nach dem Eintritt in die ungarische Armee im Jahre 1960 zu Honvéd Budapest. Er stand von 1961 bis 1972 in der Nationalmannschaft und bestritt insgesamt 580 Kämpfe, von denen er 568 gewann.
Kajdi wurde neunfacher Ungarischer Meister (1961 und 1962 im Leichtgewicht, 1963, 1966, 1967 und 1968 im Halbweltergewicht, sowie 1970, 1971 und 1972 im Weltergewicht) und gewann bei den Europameisterschaften 1963 in Moskau (Leichtgewicht) und 1971 in Madrid (Weltergewicht) jeweils die Goldmedaille. Ihm gelangen dabei unter anderem Siege gegen Józef Grudzień und Boris Nikonorow (1963), sowie Victor Zilberman und Manfred Wolke (1971). Darüber hinaus gewann er jeweils Bronze im Leichtgewicht bei der EM 1961 in Belgrad und im Halbweltergewicht bei der EM 1967 in Rom; er verlor dabei in den Halbfinalkämpfen gegen Richard McTaggart (1961) bzw. Józef Grudzień (1967).
Seine erste Olympiateilnahme bestritt er 1964 in Tokio, wo er im Leichtgewicht gegen Ram Prasad Gurung (KO) und Alex Odhiambo (5:0) siegte, ehe er im Viertelfinale gegen den späteren Silbermedaillengewinner Wilikton Barannikow unterlag (KO). 1968 in Mexiko-Stadt trat er im Halbweltergewicht an, verlor jedoch in der Vorrunde mit 2:3 gegen den späteren Olympiasieger Jerzy Kulej. 1972 in München erzielte er mit dem Gewinn der olympischen Silbermedaille im Weltergewicht seinen bedeutendsten Erfolg, als er James Vrij (4:1), Damdinjavyn Bandi (KO), Maurice Hope (5:0) und Richard Murunga (4:1) schlagen konnte und erst im Finale mit 0:5 gegen Emilio Correa verlor.

## Während und nach dem Boxen
1966 erhielt er ein Zertifikat als Boxtrainer am Sportvezető és Edzőképző Intézetben (SEKI). Von 1975 bis 1983 war er Trainer der ungarischen Boxnationalmannschaft und arbeitete danach als Bauunternehmer. János Kajdi wurde Ende März 1992 bei einem Verkehrsunfall schwer verletzt und verstarb am 10. April 1992 an den Folgen.